# Promised Land (álbum)
Promised Land é um álbum lançado por Elvis Presley no início de 1975 e que fez um razoável sucesso em se tratando de vendas. A canção título, também fez um sucesso destacado, mas inferior a outras dos anos 70, apesar disso, esse álbum é sempre avaliado como possuidor de grandes momentos, entre eles destacam-se, na avaliação dos críticos e fãs, as canções "Help Me", "Mr. Songman", "It's Midnight", "There's a Honky Tonk Angel". A canção "Promised Land" é um clássico de Chuck Berry, além dessa, Elvis gravou de Berry canções como; "Johnny B. Goode", "Too Much Monkey Business" entre outras. "Mr. Songman" é uma composição de J. D. Sumner, cantor gospel com uma das vozes mais graves do mundo. Em "Thinking About You", Elvis acrescentou novos instrumentos e até mesmo, modificou a parte estrutural da canção, como era de seu feitio, transformando-a, segundo muitos, em um dos pontos de destaque do álbum.

## Faixas
1. "Promised Land" - 2:51
2. "There's a Honky Tonk Angel" - 3:01
3. "Help Me" - 2:27
4. "Mr. Songman" - 2:07
5. "Love Song of the Year" - 3:15
6. "It's Midnight" - 3:20
7. "You Love's Been a Long Time Coming" - 2:52
8. "If You Talk in Your Sleep" - 2:26
9. "Thinking About You" - 3:06
10. "You Asked Me To" - 2:52

## Paradas musicais
- Estados Unidos - 47º - Billboard - 1975
- Estados Unidos - 1º - Billboard Country - 1975
- Estados Unidos - 1º - Cashbox Country - 1975
- Inglaterra - 21º - Guiness - 1975

## Músicos
- Elvis Presley: Voz e Violão
- James Burton: Guitarra
- Johnny Cristopher: Guitarra
- Dennis Linde: Guitarra
- Alan Rush: Guitarra
- Charlie Hodge: Violão
- Norbert Putnam: Baixo
- Ronnie Tutt: Bateria
- Rob Galbraith: Percussão
- David Briggs: Piano e Órgão
- Per-Erik "Pete" Hallin: Piano e Órgão
- Bob Ogdin: Piano
- Randy Cullers: Órgão
- J.D.Summer, The Stamps, Grupo Voice, Kathy Westmoreland, Mary Greene, Mary Holladay e Susan Pilknton: Vocais